# Kostel svatého Jana Křtitele (Mikulov)
Kostel svatého Jana Křtitele v Mikulově je římskokatolický farní (původně klášterní) kostel ve městě Mikulov v okrese Břeclav. Společně s budovou bývalého piaristického kláštera je chráněn jako kulturní památka.

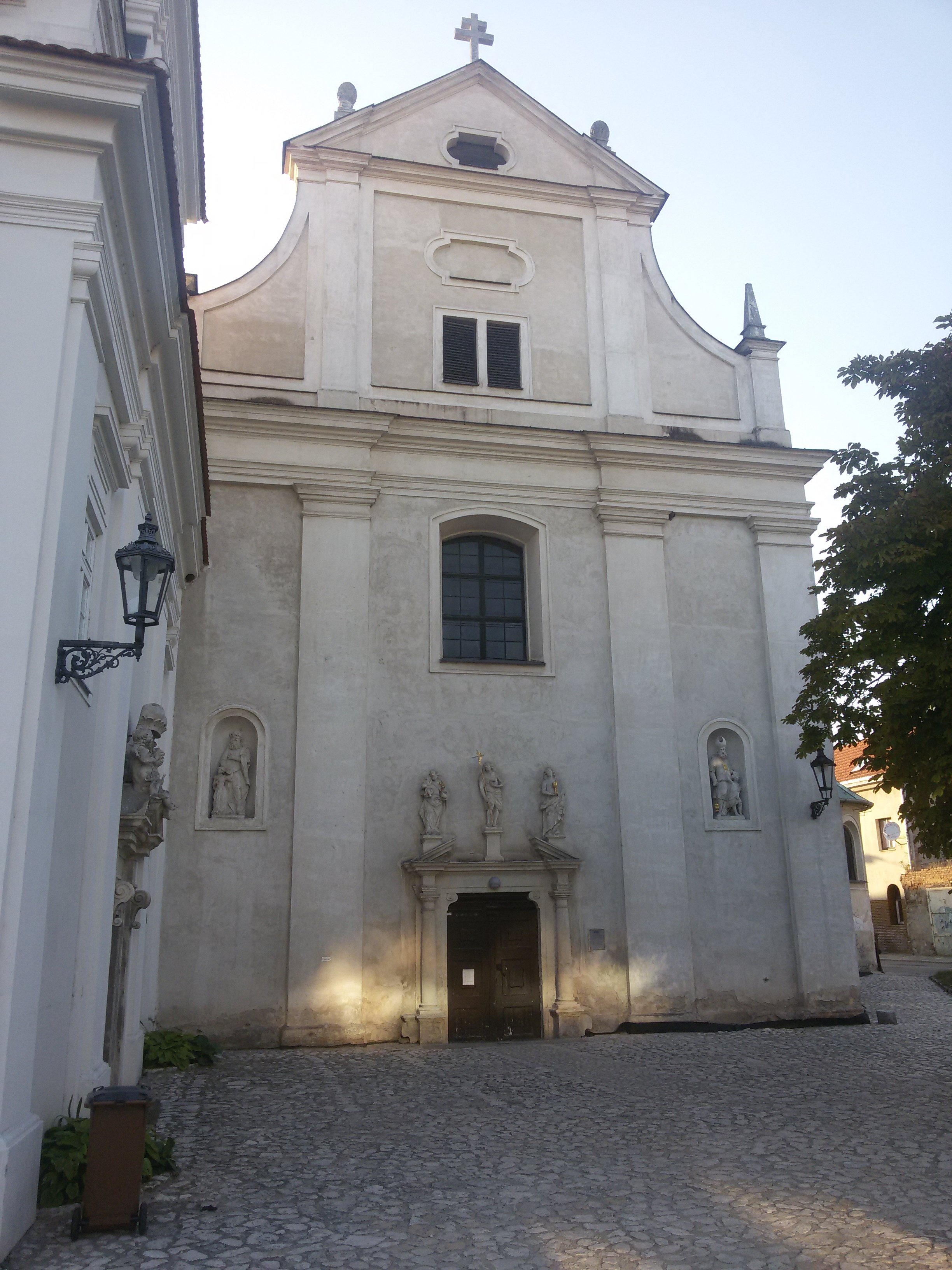
Kostel sv. Jana Křtitele

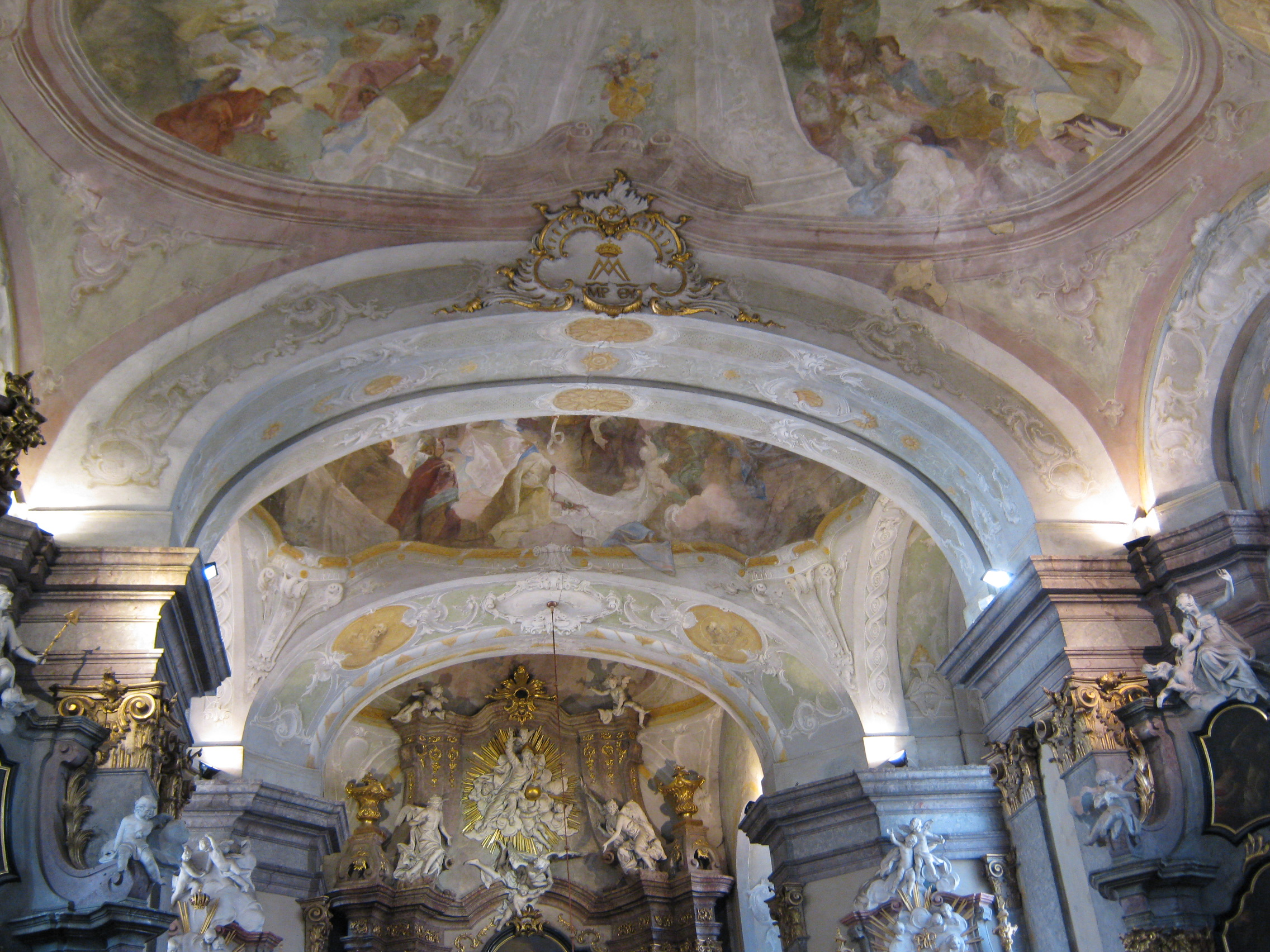
Bohatě zdobený interiér kostela

## Historie
Jedná se o již druhý chrám stejného zasvěcení v Mikulově. Ten původní se nacházel za městskými hradbami, v ohbí potoka Hnánice, poblíž špitálu. Pro malý prostor, vlhkost a neudržitelný stav začala hned rok po příchodu piaristů do Mikulova výstavba nového, daleko velkorysejšího komplexu. Stavba se protáhla až do roku 1712, projektoval architekt Ondřej Erna. Kolem roku 1683 se na stavbě podílel také architekt Giovanni Pietro Tencalla, který projektoval vstupní průčelí koleje. 
Jde o barokní kostel, na ulici Komenského, patřící k areálu piaristického gymnázia založeného majitelem mikulovského panství, olomouckým biskupem kardinálem Františkem z Ditrichštejna v roce 1631, jako vůbec první klášter tohoto řádu mimo území Itálie. 
Kostel byl malířsky vyzdoben předním barokním malířem Františkem Antonínem Maulbertschem v polovině 18. století. Kostel sloužil do roku 1784 jako farní kostel pro mikulovské předměstí.
Jde o farní kostel farnosti Mikulov na Moravě – sv. Jan.